# بسکام (فلوریدا)
بسکام (به انگلیسی: Bascom) شهرکی در شهرستان جکسون ایالت فلوریدا است که در سال ۱۹۶۱ بنیان‌گذاری شده‌است. این شهرک طبق سرشماری سال ۲۰۱۰ میلادی، ۱۲۱ نفر جمعیت داشته و مساحت آن نیز ۰٫۵ کیلومتر مربع است.